# Ново-Хайрузовка
Ново-Хайрузовка (каз. Ново-Хайрузовка) — село в Улькен Нарынском районе Восточно-Казахстанской области Казахстана. Административный центр Новохайрузовского сельского округа. Находится примерно в 13 км к северо-западу от районного центра, села Улькен Нарын. Код КАТО — 635455100.

## Население
В 1999 году население села составляло 1652 человека (796 мужчин и 856 женщин). По данным переписи 2009 года, в селе проживали 1084 человека (528 мужчин и 556 женщин).